# Сируэло, Педро
Педро Сируэло (1470, Дарока, Сарагоса — 1548, Саламанка) — испанский математик и богослов.

## Биография

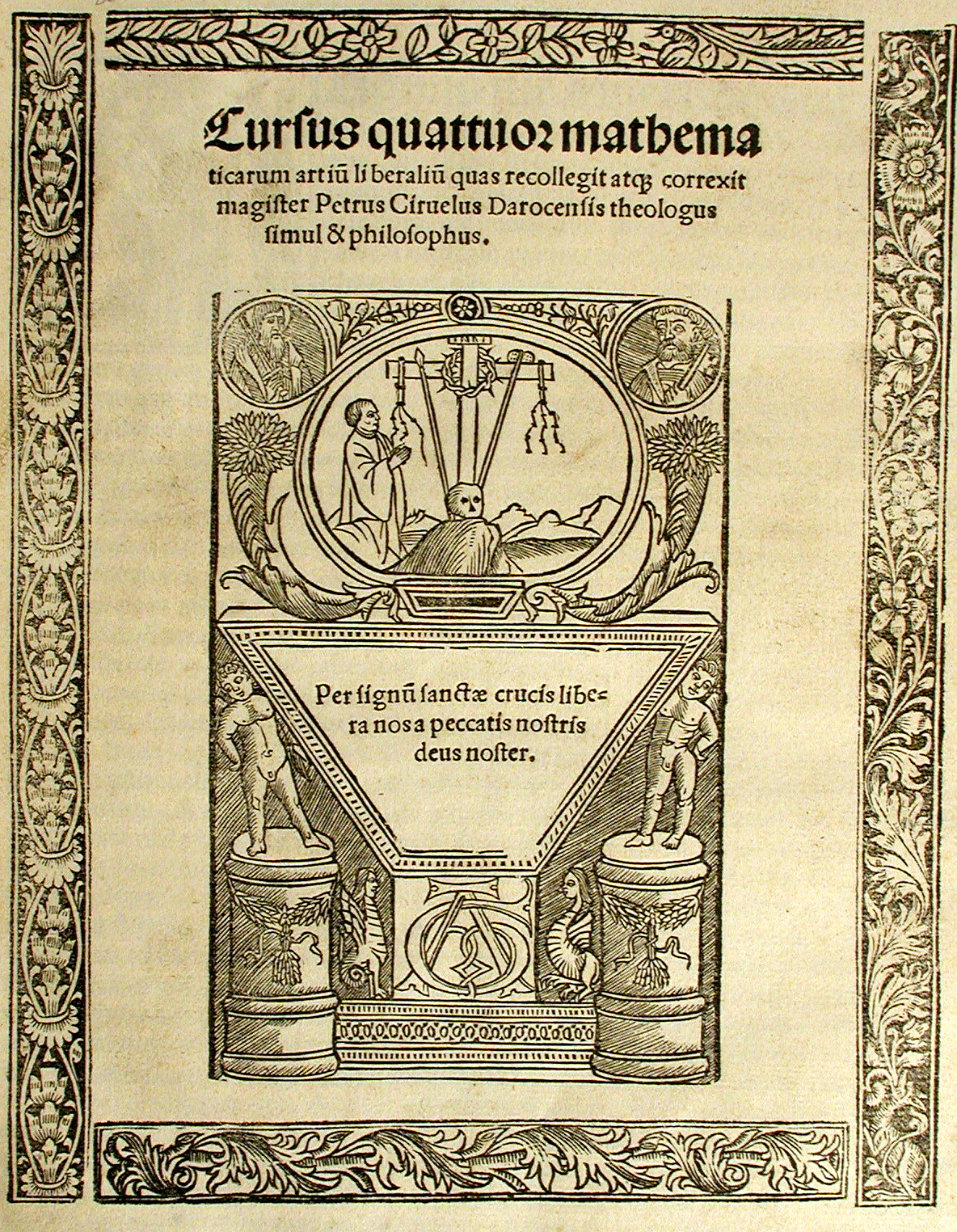
Cursus quattuor mathematicarum artium liberalium... (Alcalá de Henares, Arnao Guillén de Brocar, 1516).

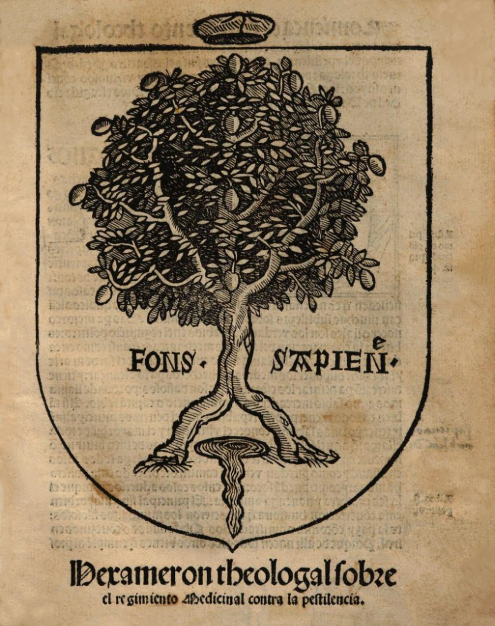
Hexameron theologal sobre el regimiento medicinal contra la pestilencia (Alcalá de Henares, Arnao Guillén de Brocar, 1519).

Уже в 1482 году поступил в университет Саламанки, где учился на факультете искусств, в 1492 году отправился в Париж, где получил докторскую степень в области богословия и затем жил и работал на протяжении десяти лет. В этот период он преподавал в Сорбонне богословие и философию в звании профессора и тогда же занимался исследованиями арифметики, результатом которых стал его трактат о ней.
В 1502 году вернулся в Испанию, где получил кафедру философии в колледже Сан-Антонио-де-Портасели в Сигуэнсе, в этот же период был рукоположён в сан священника. Затем, вероятнее всего, преподавал в университете Сарагосы, а в 1509 или 1510 году стал профессором богословия и философии в Алькале, где преподавал более двадцати лет и пользовался большим авторитетом. В 1527 году входил в состав комиссии, осудившей работы Эразма Роттердамского. С 1533 по 1537 год был магистралем местного кафедрального собора и занимался изучением Библии; последние годы жизни провёл в Саламанке, где был каноником собора.
Ещё в период жизни в Париже Сируэло напечатал под заглавием «Arithmetice pratice seu Algorismi Tractatus» (1495) составленную им арифметику; кроме того, издал «Arithmetica speculativa» Брадвардинуса (около 1502 года) и «Сферу» Сакробоско (в 1508 году), отредактировав эту работу и добавив к ней собственные многочисленные разъяснения. В Испании он напечатал только «Cursus quatuor mathematicarum artium liberalium» (Алькала, 1516). В части «Курса», посвящённой арифметике, автор называет 106 cuento и 1012 millon. При составлении геометрического отдела он следовал главным образом Кампано и Брадвардинусу. Из двух изложенных в этом отделе способов квадратуры круга один заимствован у Бувелля. В статье о перспективе дано много исторических заметок и извлечение из сочинений Альгазена и Алькинди, сделанное архиепископом Кентерберийским Иоанном. В отделе «Музыки» он следовал Боэцию и Фаберу Стапуленскому.